# Jozef Deumens
Jozef Maria Deumens, né le 16 mars 1890 à Eisden et y décédé le 1er juillet 1973 fut un homme politique nationaliste flamand (Belgique).
Deumens fut administrateur de sociétés.
Il fut élu conseiller communal (1932-) et bourgmestre de guerre (1942-44) de Hasselt; député (1936-1937), puis sénateur de l'arrondissement de Hasselt-Tongres-Maaseik (1937-1945), en suppléance de Simon Lindekens.

## Sources
- Bio sur ODIS

1. ↑  « http://www.archiefbank.be/dlnk/AE_3233 »